# Aridelus egregius
Aridelus egregius är en stekelart som först beskrevs av Otto Schmiedeknecht 1907.  Aridelus egregius ingår i släktet Aridelus och familjen bracksteklar. Inga underarter finns listade.